# The Nightmare After Krustmas
The Nightmare After Krustmas, llamado Una Navidad con Krusty en Hispanoamérica y Pesadilla después de Navikrusty en España, es un episodio perteneciente a la vigesimoctava temporada de la serie animada Los Simpson, emitido originalmente el 11 de diciembre de 2016 en EE.UU. El episodio fue dirigido por Rob Oliver y escrito por Jeff Westbrook.

## Sinopsis
En la Iglesia de Springfield, muy pocas personas están presentes en el servicio del Reverendo Lovejoy en el cuarto domingo de Adventio y su esposa Helen lo llama posteriormente para asistir a un "fan club" que en realidad era una intervención de Ned Flanders, Agnes Skinner, Sideshow Mel y El Párroco (una caricatura de Bing Crosby), el jefe de Lovejoy quien lo presenta al Patriarca. Ellos le dicen que debe traer más gente a la iglesia, y en respuesta él les asegura que así será porque Springfield es una buena comunidad cristiana. Mientras tanto, un festival pagano se llevaba a cabo en el pueblo, con la familia Simpson y los demás presentes donde Theo Jansen presenta su atracción principal: El Strandbeest, una escultura que funciona con energía eólica. Sin embargo, el Strandbeest se descontrola debido a los fuertes vientos y golpea a Krusty el Payaso, quién estaba patinando con su hija Sophie, a quién él ve solamente por los festivos. En el Hospital General de Springfield, Krusty (quién es judío), trata de entablar lazos con su hija, pero descubre que su madre la crio como cristiana y quiere celebrar la Navidad. Viendo el desconsuelo, Marge invita a los dos a pasar la Navidad con su familia.
De vuelta en casa, Marge trae a Maggie un "Gnomo en tu Casa" (una parodia de the Elf on the Shelf), un gnomo que supuestamente la vigila para decirle a Santa sobre su comportamiento, él no duerme y nunca cierra sus ojos y Homer le dice que si ella no es buena, el gnomo le quitará los dedos. Krusty llega a casa pero trae al personal de su programa para realizar un especial de televisión, mostelando a Sophie haciendo que esta última lo expulse. Mientras tanto, el Reverendo Lovejoy trata de convencer a Dewey Largo y Apu Nahasapeemapetilon a convertirse al cristianismo, pero fracasa. Va a la taberna de Moe y logra convertir a Krusty tras confundir a Snake siendo electrocutado por la ventana por una imagen de Jesucristo. Esa noche, Maggie tiene una pesadilla en la cual el Gnomo la ataca después de que Homer lo pone más cerca de ella. El le habla y escupe las puntas de los dedos de otros niños y la asusta al punto de que huya al Polo Norte, donde conoce a Santa Claus, Jack Frost, el Abominable Hombre de las Nieves y Wayne Gretzky. Ellos le dicen que lo derrotaran, pero él tiene un arma y huyen. Maggie entra a una cueva, la cual es la cabeza del gnomo y se la come. Maggie despierta de la pesadilla, y Marge le dice que es Navidad. Marge dice que el gnomo le dijo que había sido buena, y para su sorpresa y horror, Marge le dice que la dejara en su habitación en todo el año.
En la iglesia, Lovejoy presenta al recién convertido Krusty, y Sophie, viendo el cambio, está feliz. De vuelta en casa, Maggie abre su regalo para encontrar descubrir que es una gnoma que actúa de manera similar al gnomo. En su habitación esa noche, Marge sorprende a Homer llevando un "traje navideño", pero al ir a la cama, ellos encuentran que en la cama están las partes de los gnomos de Maggie, en pedazos, mientras que Maggie va a dormir tranquila. Después, Sideshow Mel presenta el nuevo programa de Krusty, donde Krusty muestra como la conversión cambió a él y su programa, incluyendo a "Itchy y Scratchy," para sorpresa y desilusión de los niños en la audiencia.
Krusty se prepara para su bautismo en el río, mientras se acerca a Lovejoy, el hielo debajo de sus pies se rompe y cae al agua. En una alucinación por falta de oxígeno bajo el agua, él es visitiado por el fantasma de su padre, el Rabino Hyman Krustofsky y el de su primer agente (quién inicialmente aparece en la forma de Olaf y Sven de Frozen) en un castillo de hielo. Él habla con su padre sobre su conversión y su rol como padre. Es salvado por Lovejoy, quién es aplaudido como salvador y mucha gente regresa a la iglesia para su servicio y Krusty retoma su fe judía. En el montaje final, Sideshow Mel es abandonado por su esposa y Maggie destruye más gnomos. Durante los créditos en el más allá, la versión cristiana de Dios y la versión judía discuten sobre si Krusty recibió el bautizo al ir bajo el agua, y por extensión, se volvió un cristiano. Son interrumpidos por Ahura Mazda, el dios del Zoroastrianismo, quién estaba borracho y había sido referenciado en el episodio con anterioridad. Krusty y Sophie están cantando mientras son llevados por el Strandbeest en la nieve.

## Recepción
Dennis Perkins de The A.V. Club le dio al episodio una B-, diciendo "No hay nada malo con la idea en teoría-Dan Castellaneta y Harry Shearer siempre hunden sus dientes en la voraz hambre de fama de Krusty y la sentenciosidad sepulcral de Lovejoy, respectivamente, con entusiasmo. Y un personaje B tomando la rueda para un episodio puede ser una espuela para una narración fresca. Pero, si bien hay una vigorosamente irreverente mirada hacia la religión en el episodio, el show de Krusty y Lovejoy no es especialmente convincente por su cuenta."